# SoftBank 730SC
SoftBank 730SC（ソフトバンク ななさんまるエスシー ）は韓国のサムスン電子が開発した、ソフトバンクモバイルのW-CDMA通信方式の第3世代携帯電話である。

## 特徴
ソフトバンクモバイルが展開するプリペイド携帯電話サービス、「プリモバイル」専用端末で、この端末の愛称も「プリモバイル」である。ストレート型のコンパクトなボディで、日本語、英語、中国語、韓国語、ポルトガル語の5か国語でメニューを表示できる。
同時発表された、SoftBank 930SCとともに、サムスン製端末としては初めて、日本メーカーが採用している、ACアダプタのコネクタが共通コネクタ（ARIB-A）のものに変更され、92xSC、82xSCシリーズのようなアダプタをかませない形での利用が可能になっている。なお、急速充電器自体はプリモバイルセットに附属されているため、ACアダプタの別途購入は必要ない。
これまでのプリモバイルセットとして販売された端末とは異なり、最初からプリモバイル仕様として開発されているため、一般のSoftBank 3G USIMカードを挿入しても、Yahoo!ケータイの利用は不可。プリモバイル契約では国外利用ができない関係からか、世界対応ケータイも省かれている。

## 歴史
- 2008年10月30日 - ソフトバンクモバイルより公式発表
- 2008年11月24日 - プリモバイルセット専用端末として発売開始。

## 不具合
2009年9月3日に以下の不具合が公表され、販売の一時中止と一部の既販売端末についてはショップでの更新対応がなされた。
- 2009年9月1日～30日の間に、待受画面で「カレンダー（1か月表示）」を設定した場合、「Please Wait」→「SoftBankロゴ画面」→「USIMチェック中…」の画面が繰り返し表示されて操作不能になる（ソフトバンクのプリペイド端末「730SC」に不具合）。
  - なお、この不具合については、手動で一時回避可能としているが、出来ないケースもあるため、その場合は、ショップでの持ち込み修理対応としていた。
  - 2009年10月以降は発生しないとのことで、現在は公式発表から削除されている。
  - 2015年9月以降に再び同じ不具合が確認されている。